# Yuniskel Molina
Yuniskel Molina (Matanzas, 28 marzo 1993) è un ex cestista cubano.

## Carriera
Con Cuba ha disputato i Campionati americani del 2015.